# Türkische Botschaft Budapest

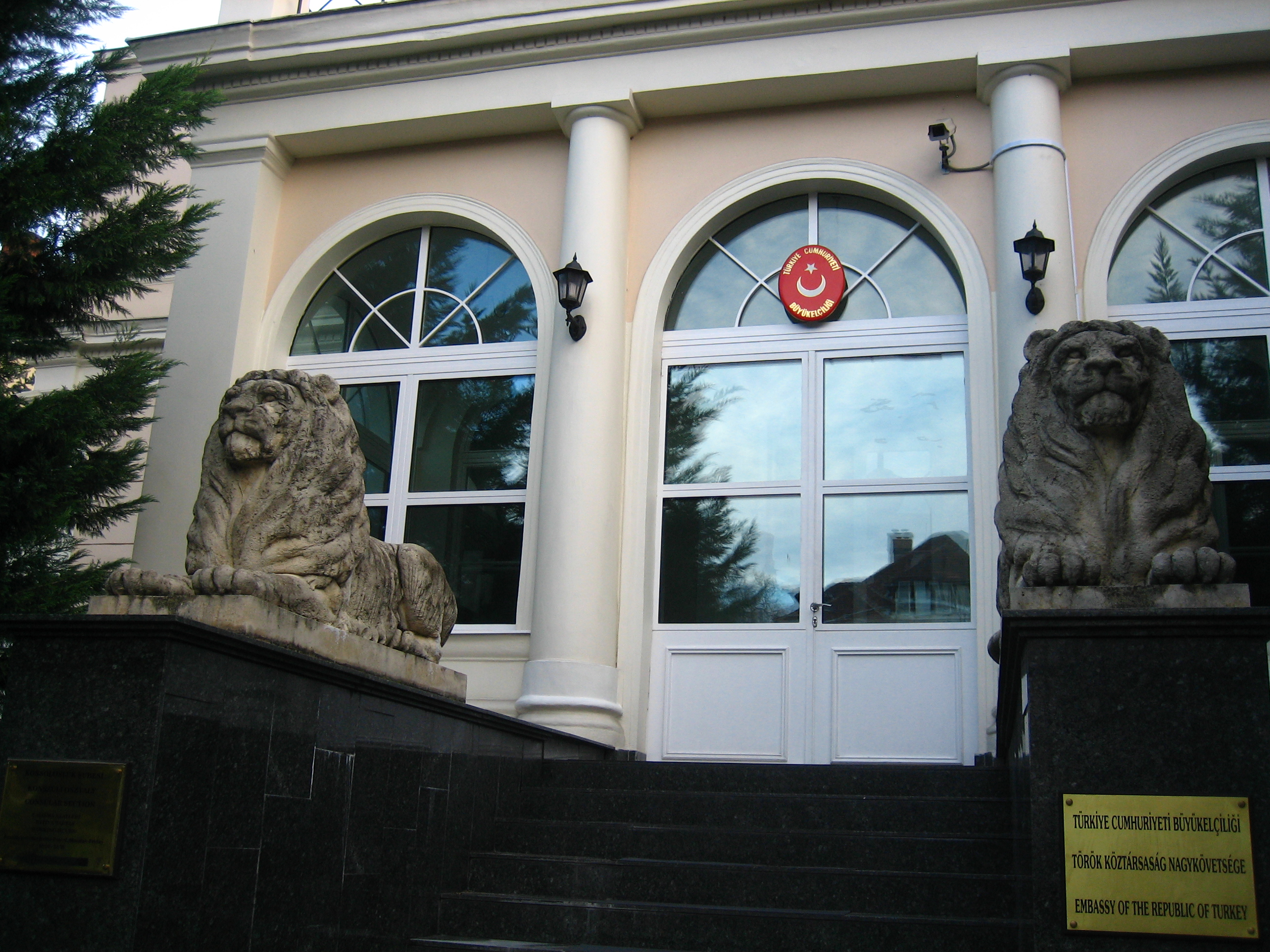
Türkische Botschaft Budapest

Die Türkische Botschaft Budapest (offiziell: „Botschaft der Republik Türkei Budapest“; „Türkiye Cumhuriyeti Budapeşte Büyükelçiliği“ oder „T.C. Budapeşte Büyükelçiliği“) ist die höchste diplomatische Vertretung der Republik Türkei in Ungarn. Seit 2010 residiert Kemal Gür als Botschafter der Republik Türkei in dem Botschaftsgebäude.
Die Botschaft befindet sich auf der Boulevardstraße Andrássy út (Hausnummer 123) Budapests. Das Botschaftsgebäude wurde zwischen den Jahren 1872 und 1873 im Stile der Neorenaissance errichtet. Das Gebäude wurde 1965 mit einem zweiten Stockwerk erweitert.
1924 wurde die erste türkische Gesandtschaft in Ungarn eröffnet. Zwischen dem 1. April 1945 und 1946 wurden die Beziehungen unterbrochen. Seit dem 28. September 1967 sind die bilateralen Beziehungen auf Botschafterniveau. Am 19. März 1944 flüchtete der ungarische Ministerpräsident Miklós Kállay wegen der deutschen Besatzung in die türkische Gesandtschaft. Dort blieb er bis zu seiner Verhaftung am 19. November 1944. Zum Gedenken an die Zuflucht ist heute eine Gedenkplakette am Gebäude angebracht.